# Хайндс, Сэмьюэл С.
Сэмьюэл С. Хайндс (англ. Samuel S. Hinds), полное имя Сэмьюэл Саути Хайндс (англ. Samuel Southey Hinds) (4 апреля 1875 года — 13 октября 1948 года) — американский актёр театра и кино 1920-40-х годов.
За свою карьеру Хайндс сыграл более чем в 200 фильмах, среди них такие ленты, как «Ворон» (1935), «Дверь на сцену» (1937), «Дестри снова в седле» (1937), «Ты не можешь забрать это с собой» (1939), «Ад раскрылся» (1941), «Извините за мой саронг» (1942), «Это не сено» (1943), «Странное дело дяди Гарри» (1945), «Улица греха» (1945), «Эта замечательная жизнь» (1946) и «Звонить Нортсайд 777» (1948).

## Ранние годы и театральная карьера
Сэмьюэл С. Хайндс родился 4 апреля 1875 года в Нью-Йорке в богатой бруклинской семье. Его отец Джозеф был многолетним другом Марка Твена и Томаса Альвы Эдисона. Он владел и управлял собственным типографским бизнесом в Нью-Йорке, а позднее был президентом United States Playing Card Co. и компании по производству литографий Russell-Morgan в Цинциннати. В 1881 году типография Хайндса в Нью-Йорке стала первым промышленным предприятием, где использовалось электричество.
Получив хорошее образование в Академии Филлипса в 1898 году, Сэмьюэл затем окончил Гарвардский университет и Юридическую школу Нью-Йоркского университета. Во время учёбы Хайндс посещал театральные курсы и спектакли, но по настоянию отца продолжал изучать право. Получив адвокатскую лицензию в Нью-Йорке, Хайндс в течение нескольких лет работал адвокатом, а в 1908 году переехал в Калифорнию, чтобы возглавить там собственную практику. Хайндс поселился в Пасадине, где быстро увлёкся театральной жизнью. Он стал выступать в благотворительных шоу менестрелей, где пел, играл в скетчах и читал монологи. Описывая одно из таких шоу, 4 марта 1909 года газета Los Angeles Herald отметила, что «во время весёлого вечера выделялись Джордж Кларк, Сэм Хайндс и доктор Эрл Принс».
В середине 1910-х годов Хайндс принял активное участие в основании Театра Пасадины, после чего не только выступал там как актёр, но и входил в Совет директоров театра, а также активно поддерживал театр своими финансовыми ресурсами. В 1920-е годы Хайндс продолжал успешную юридическую карьеру, посвящая театру вечернее время. Довольно быстро, по словам историка театра Мэри Мэллори, Хайндс стал одним из ведущих актёров театра, успешным исполнителем ролей в лёгких комедиях, а также в серьёзных драмах, в частности, по произведениям Бута Таркингтона. В феврале 1921 года Хайндс сыграл главную роль в возрождённой постановке одного из первых спектаклей театра «Жилец с четвёртого этажа», он также создал образ пожилого, благородного мужчины в пьесе «Восхитительный Крайтон» и комический образ псевдо-графа и мошенника в сатирическом спектакле «Мода» (1924), который высоко оценила в своей рецензии газета «Лос-Анджелес Таймс». В 1927 году Хайндс сыграл в родном театре дядю Тома в «Хижине дяди Тома», а в 1930 году играл вместе с Полом Муни в спектакле «Человек Саул».
В 1940 году, когда Хайндс уже работал в кино, он вместе с такими признанными голливудскими актёрами, как Виктор Джори, Дэна Эндрюс, Байрон Фолджер, Ллойд Нолан, Роберт Престон, Онслоу Стивенс, Морони Олсен и другими сформировал театральную труппу 18 Actors Inc., которая выступала со спектаклями в Южной Калифорнии и некоторых других городах США и Канады вплоть до 1950 года.

## Карьера в кино
Ещё выступая в Театре Пасадины, в 1926 году Хайндс впервые попробовал свои силы в кино. Как написал о его дебюте журнал Variety, «Хайндс, мультимиллионер и юрист из Пасадины, начал актёрскую карьеру. Он был взят на роль в фильме „Неопытный джентльмен“ с Ричардом Бартелмессом в главной роли. Хайндс, который вёл активную работу в театральной жизни, даст возможность кинокомпании снять отдельные сцены в своей английской усадьбе в Пасадине». Однако, как пишет Мэллори, в 1930 году в результате биржевого краха Хайндс столкнулся с серьёзными финансовыми проблемами, в итоге потеряв все свои активы и продав дом. В 1932 году Хайндс окончательно решил порвать со своим адвокатским прошлом и перейти в кинематограф. Как рассказывал сам Хайндс в интервью журналу Picture Play в 1935 году: «Я решил, что настало время сменить профессию. Я решил стать киноактёром. Мне было нечего терять, так как я потерял всё». Он отметил, насколько он был несчастлив, занимаясь юридической практикой, в то время, как игра на сцене и в кино приносила ему радость, хотя было по-настоящему тяжело завоевать своё место в кино.
В 1932 году в фильме «Если бы у меня был миллион» (1932) Хайндс получил работу актёра с гонораром в 20 долларов. В 1933-34 годах Хайндс сыграл преимущественно небольшие роли более чем в 40 фильмах, среди них комедия Фрэнка Капры «Леди на день» (1933), семейная мелодрама Джорджа Кьюкора «Маленькие женщины» (1933) с Кэтрин Хепбёрн, фэнтези-мелодрама «Гавриил над Белым домом» (1933) с Франшо Тоуном, криминальная мелодрама «Пентхаус» (1934) с Мирной Лой, криминальная лента «Манхэттенская мелодрама» (1934) с Кларком Гейблом, комедия Гарольда Ллойда «Марионетка» (1934), мелодрама «Сэйди Макки» (1934) с Джоан Кроуфорд, криминальная мелодрама «Большой шантаж» (1934) с Бетт Дейвис и детективная мелодрама «Эвелин Прентис» (19234) с Уильямом Пауэллом и Мирной Лой. В 1933 году Хайндс сыграл президента Вудро Вильсона в короткометражке Warner Bros. «Дорога снова открыта» (1933).
До конца 1930-х годов Хайндс сыграл ещё более чем в 80 фильмах, среди них приключенческий фильм ужасов «Она» (1935), хоррор-триллер «Ворон» по Эдгару По с Борисом Карлоффом и Белой Лугоши в главных ролях, криминальная мелодрама «Приграничный город» (1935) с Полом Муни и Бетт Дейвис, приключенческая мелодрама «Крылья в темноте» (1935) с Кэри Грантом, приключенческая мелодрама «След одинокой сосны» (1936) с Сильвией Сидни и Фредом Макмюрреем, социальная криминальная драма «Чёрный легион» (1937) с Хамфри Богартом, комедийная мелодрама «Выход на сцену» (1937) с Кэтрин Хепбёрн, мелодрама «Лётчик-испытатель» (1938) с Гейблом и Лой, комедия Фрэнка Капры «Ты не можешь взять это с собой» (1938) с Джеймсом Стюартом, комедия «Ярость Парижа» (1938) с Дугласом Фербенксом-младшим и вестерн «Дестри снова в седле» (1939) со Стюартом и Марлен Дитрих. По мнению кинокритика Хэла Эриксона, самыми заметными ролями Хайндса в этот период были роль «судьи Тэтчера, жертвы пыток Лугоши, в фильме „Ворон“ (1935), умирающего Джона Винси в фильме „Она“ (1935), эксцентричного будущего тестя Стюарта в „Ты не сможешь забрать это с собой“ (1938), а также криминального политического босса в „Дестри снова в седле“ (1939)».

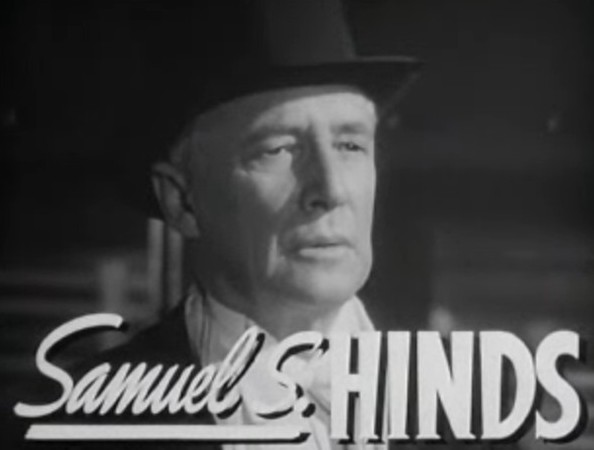
Сэмюэл С. Хайндс в фильме «Убийство на Центральном вокзале» (1942)

В 1940-41 годах Хайндс сыграл в серии мелодрам про доктора Килдэра на студии Metro-Goldwyn-Mayer, исполнив роль отца заглавного героя (которого сыграл Лью Эйрс). В 1940-е годы Хайндс сыграл также в таких классических фильмах, как мюзикл «Ад распахнулся» (1941), комедии с Эбботтом и Костелло «Рядовые» (1941), «Загони их, ковбой» (1941), «Простите за мой саронг» (1942) и «Это не сено» (1943), криминальные мелодрамы «Убийцы-белоручки» (1942) и «Убийство на Центральном вокзале» (1942), фильм нуар Фритца Ланга «Улица греха» (1945) с Эдвардом Робинсоном в главной роли, фильм нуар «Странное дело дяди Гарри» (1945) с Джорджем Сэндерсом, классическая комедия Фрэнка Капры «Эта замечательная жизнь» (1946), где Хайндс сыграл Питера Бейли, отца главного героя (его роль исполнил Джеймс Стюарт) и основателя компании «Бейли Билдинг энд Лоун», фильм нуар «Звонить Нортсайд 777» (1948) снова со Стюартом, а также фильм нуар «Подкуп» (1949) с Робертом Тейлором и Авой Гарднер, который вышел уже после смерти Хайндса.

## Актёрское амплуа и оценка творчества
Как отметил историк кино Том Барристер, Хайндс был выпускником Гарварда и адвокатом, который всегда проявлял интерес к театру и был одним из основателей Театра Пасадины, а после биржевого краха 1929 года уже в возрасте 54 лет решил стать киноактёром.
По описанию киноведов, Хайндс был «высоким актёром с благородной внешностью и хриплым голосом», который «сыграл более чем в 200 фильмах, часто в ролях добрых представителей власти — врачей, судей, офицеров, политиков и т. п.». Как отметила Мэри Мэллори, «благородная манера держаться Хайндса и его вызывающий симпатию облик вскоре принесли ему много приятных характерных ролей врачей, юристов, бизнесменов, правительственных чиновников в короткометражных и полнометражных фильмах». По словам Мэллори, Хайндс получал удовольствие от характерных ролей, так как они были более разнообразными, чем главные роли. Как говорил сам актёр: «Я всего лишь скромный парень. Мне не нужен весь мир. Я благодарен за мой маленький успех».
В 1935 году, когда Хайндс сыграл более чем в 25 фильмах за два года, газета «Лос-Анджелес Таймс» высоко оценила «насыщенную работу Хайндса в ролях второго плана, обеспечивающих крепкую поддержку крупным звёздам». По словам Мэллори, партнёры Хайндса по фильмам не раз высказывались о его привлекательных, симпатичных и добрых чертах характера, которые находили отражение во многих его экранных персонажах. Джин Паркер, которая играла вместе с ним в фильме «Маленькие женщины», рассказала журналу Picture Play, как в съёмочном павильоне он приносил ей что-нибудь перекусить, и как забирал для неё книжку из магазина: «Он такой милый. И он хороший актёр».

## Личная жизнь
В 1915 году Хайндс женился на Дороти Вендеворт Круикшек, которая, как и он, помогала становлению Театра Пасадины и выступала в нём в качестве актрисы. В 1930 году после финансового краха Хайндса Дороти подала на развод, обвинив мужа в жестокости. Она получила единоличное опекунство над их 2-летней дочерью, а её родители получили опекунство над их двумя старшими дочерьми. Дороти обвиняла Хайндса в том, что он «был адвокатом только по названию, и что она была вынуждена доставать деньги на домашние расходы». Сразу после развода с Хайндсом Дороти вышла замуж за актёра Джона Белла, однако уже через год эта пара подала заявление о банкротстве, так как не смогла расплатиться по собственным долгам.

## Смерть
В октябре 1948 года Хайндс был направлен на лечение в санаторий Las Encinas в Пасадине, где умер от пневмонии 13 октября 1948 года.

## Фильмография
| Год  |     | Русское название                     | Оригинальное название             | Роль                                                         |
| ---- | --- | ------------------------------------ | --------------------------------- | ------------------------------------------------------------ |
| 1926 | ф   | Неопытный джентльмен                 | The Amateur Gentleman             | Шарль, маркиз Джернингем (в титрах не указан)                |
| 1932 | ф   | Если бы у меня был миллион           | If I Had a Million                | адвокат (в титрах не указан)                                 |
| 1933 | ф   | Преступление века                    | The Crime of the Century          | Филипп Эймс                                                  |
| 1933 | ф   | Габриэль над Белым домом             | Gabriel Over the White House      | доктор Х.Л. Истман                                           |
| 1933 | ф   | Неприятность                         | The Nuisance                      | мистер Бьюмонт                                               |
| 1933 | ф   | Постель из роз                       | Bed of Roses                      | отец Доран                                                   |
| 1933 | ф   | Этот день и вечность                 | This Day and Age                  | мэр Джордж                                                   |
| 1933 | ф   | Путешествие одного человека          | One Man's Journey                 | доктор Бэбкок                                                |
| 1933 | ф   | Беркли-сквер                         | Berkeley Square                   | американский посол                                           |
| 1933 | ф   | Держите прессу                       | Hold the Press                    | Р.Т. Тейлор                                                  |
| 1933 | ф   | День расплаты                        | Day of Reckoning                  | О’Фаррелл                                                    |
| 1933 | ф   | Туман                                | Fog                               | Диккенс                                                      |
| 1933 | ф   | Маленькие женщины                    | Little Women                      | мистер Марч                                                  |
| 1933 | ф   | Сын моряка                           | Son of a Sailor                   | адмирал Фарнсворт                                            |
| 1933 | ф   | Женщины в его жизни                  | The Women in His Life             | Томас Дж. Уортинг                                            |
| 1933 | ф   | Город согласия                       | Convention City                   | Макаллистер                                                  |
| 1933 | ф   | Прямо сейчас                         | Straightaway                      |                                                              |
| 1933 | ф   | Пентхаус                             | Penthouse                         | Стейвезант, юридический партнёр Дюранта (в титрах не указан) |
| 1933 | ф   | Леди на день                         | Lady for a Day                    | мэр (в титрах не указан)                                     |
| 1933 | ф   | Давай влюбимся                       | Let’s Fall in Love                | нью-йоркский босс (в титрах не указан)                       |
| 1933 | кор | Дорога снова открыта                 | The Road Is Open Again            | Вудро Вилсон                                                 |
| 1934 | ф   | Девятый гость                        | The 9th Guest                     | доктор Мюррей Рид                                            |
| 1934 | ф   | Преступный доктор                    | The Crime Doctor                  | Баллард                                                      |
| 1934 | ф   | Люди в белом                         | Men in White                      | доктор Гордон                                                |
| 1934 | ф   | Сёстры под кожей                     | Sisters Under the Skin            | Уинтерс                                                      |
| 1934 | ф   | Крепкая оборона                      | The Defense Rests                 | Дин Адамс                                                    |
| 1934 | ф   | Иметь сердце                         | Have a Heart                      | доктор Спир                                                  |
| 1934 | ф   | Потерявшаяся леди                    | A Lost Lady                       | Джим Слоун                                                   |
| 1934 | ф   | Жернова Богов                        | Mills of the Gods                 | Барроуз                                                      |
| 1934 | ф   | Секвойя                              | Sequoia                           | доктор Мэтью Мартин                                          |
| 1934 | ф   | К Западу от Пекоса                   | West of the Pecos                 | полковник Ламбет                                             |
| 1934 | ф   | Порочная женщина                     | A Wicked Woman                    | судья (в титрах не указан)                                   |
| 1934 | ф   | Эвелин Прентис                       | Evelyn Prentice                   | мистер Ньютон, гость на вечеринке (в титрах не указан)       |
| 1934 | ф   | Она была леди                        | She Was a Lady                    | мистер Трейл (в титрах не указан)                            |
| 1934 | ф   | Марионетка                           | The Cat's-Paw                     | преподобный Джулиан Кобб, миссионер (в титрах не указан)     |
| 1934 | ф   | Шляпа, пальто и перчатка             | Hat, Coat, and Glove              | Джон Уолтерс (в титрах не указан)                            |
| 1934 | ф   | Его величайшая игра                  | His Greatest Gamble               | доктор Оуэн (в титрах не указан)                             |
| 1934 | ф   | Детка, поклонись                     | Baby, Take a Bow                  | начальник тюрьмы (в титрах не указан)                        |
| 1934 | ф   | Оператор 13                          | Operator 13                       | офицер Прайс (в титрах не указан)                            |
| 1934 | ф   | Самая ценная вещь в жизни            | Most Precious Thing in Life       | дьякон (в титрах не указан)                                  |
| 1934 | ф   | Сэйди Макки                          | Sadie McKee                       | доктор Бранч (в титрах не указан)                            |
| 1934 | ф   | Манхэттенская мелодрама              | Manhattan Melodrama               | начальник тюрьмы Синг-Синг (в титрах не указан)              |
| 1934 | ф   | Всего не купишь                      | You Can't Buy Everything          | Генри, банковский клерк (в титрах не указан)                 |
| 1934 | ф   | Резня                                | Massacre                          | судья Элдридж (в титрах не указан)                           |
| 1934 | ф   | Большой шантаж                       | The Big Shakedown                 | Колсадт, член совета (в титрах не указан)                    |
| 1935 | ф   | За доказательствами                  | Behind the Evidence               | Дж.Т. Аллен                                                  |
| 1935 | ф   | Румба                                | Rumba                             | Генри Б. Харрисон                                            |
| 1935 | ф   | Тень сомнения                        | Shadow of Doubt                   | Томас Грэнби                                                 |
| 1935 | ф   | Живя в бархате                       | Living on Velvet                  | Генри Л. Паркер                                              |
| 1935 | ф   | Частные миры                         | Private Worlds                    | доктор Арнольд                                               |
| 1935 | ф   | Незнакомцы все                       | Strangers All                     | Чарльз Грин                                                  |
| 1935 | ф   | Скандал в колледже                   | College Scandal                   | мистер Каммингс                                              |
| 1935 | ф   | Ворон                                | The Raven                         | судья Тэтчер                                                 |
| 1935 | ф   | Прощание с Аннаполисом               | Annapolis Farewell                | доктор Брайант                                               |
| 1935 | ф   | Большое радиовещание в 1936 году     | The Big Broadcast of 1936         | капитан                                                      |
| 1935 | ф   | Крепкий малый                        | Two Fisted                        | мистер Притчард                                              |
| 1935 | ф   | Доктор Сократ                        | Dr. Socrates                      | доктор Макклинтик                                            |
| 1935 | ф   | Свидания                             | Rendezvous                        | Картер                                                       |
| 1935 | ф   | Лично                                | In Person                         | доктор Аарон Сильвестер                                      |
| 1935 | ф   | Миллионы в воздухе                   | Millions in the Air               | полковник Эдвардс                                            |
| 1935 | ф   | Внимание молодёжи                    | Accent on Youth                   | Бенэм (в титрах не указан)                                   |
| 1935 | ф   | Она                                  | She                               | Джон Винси                                                   |
| 1935 | ф   | Чёрная ярость                        | Black Fury                        | судья (в титрах не указан)                                   |
| 1935 | ф   | Вест-Пойнт в воздухе                 | West Point of the Air             | военный министр (в титрах не указан)                         |
| 1935 | ф   | Смерть летит на запад                | Death Flies East                  | профессор Грэйсон (в титрах не указан)                       |
| 1935 | ф   | Закон за хребтом                     | Law Beyond the Range              | редактор Джордж Александер (в титрах не указан)              |
| 1935 | ф   | Морпехи в воздухе                    | Devil Dogs of the Air             | командующий флотом (в титрах не указан)                      |
| 1935 | ф   | Крылья в темноте                     | Wings in the Dark                 | секретарь клуба «Кеннел» (в титрах не указан)                |
| 1935 | ф   | Приграничный город                   | Bordertown                        | судья на первом процессе (в титрах не указан)                |
| 1936 | ф   | Поиск Тимоти                         | Timothy's Quest                   | преподобный Феллоуз                                          |
| 1936 | ф   | Тропинка одинокой сосны              | The Trail of the Lonesome Pine    | шериф                                                        |
| 1936 | ф   | Женская ловушка                      | Woman Trap                        | сенатор Эндрюс                                               |
| 1936 | ф   | Роковая леди                         | Fatal Lady                        | Джуили Руффано                                               |
| 1936 | ф   | Полёт на границе                     | Border Flight                     | коммандер Мосли                                              |
| 1936 | ф   | Ритм на кручах                       | Rhythm on the Range               | Роберт Хэллоуэй                                              |
| 1936 | ф   | Жена его брата                       | His Brother's Wife                | доктор Клэйборн                                              |
| 1936 | ф   | Заклятый враг                        | Sworn Enemy                       | Эли Деккер                                                   |
| 1936 | ф   | Самая длинная ночь                   | The Longest Night                 | Гастингс, заведующий магазином                               |
| 1936 | ф   | Любовные письма звезды               | Love Letters of a Star            | Артемус Тодд                                                 |
| 1937 | ф   | Могучий Трив                         | The Mighty Treve                  | дядя Джоэл Фенно                                             |
| 1937 | ф   | Черный легион                        | Black Legion                      | судья                                                        |
| 1937 | ф   | Она опасна                           | She's Dangerous                   | начальник тюрьмы                                             |
| 1937 | ф   | Вершина города                       | Top of the Town                   | Генри Борден                                                 |
| 1937 | ф   | Ночной ключ                          | Night Key                         | Стивен Ренджер                                               |
| 1937 | ф   | Крылья над Гонолулу                  | Wings Over Honolulu               | адмирал Фёрнесс                                              |
| 1937 | ф   | Дорога назад                         | The Road Back                     | адвокат                                                      |
| 1937 | ф   | Всё или ничего                       | Double or Nothing                 | Джонатан Кларк                                               |
| 1937 | ф   | Дверь на сцену                       | Stage Door                        | Генри Симс                                                   |
| 1937 | ф   | Девушка с идеями                     | A Girl with Ideas                 | Роддинг Картер                                               |
| 1937 | ф   | Тёмно-синий и золотой                | Navy Blue and Gold                | Ричард Гейтс-старший                                         |
| 1937 | ф   | Рецепт для романа                    | Prescription for Romance          | майор Годдард                                                |
| 1938 | ф   | Тайна присяжных                      | The Jury's Secret                 | Брэндон Уильямс                                              |
| 1938 | ф   | Двойная опасность                    | Double Danger                     | комиссар полиции Дейвид Терон                                |
| 1938 | ф   | Запретная долина                     | Forbidden Valley                  | Джефф Хаззард                                                |
| 1938 | ф   | Летчик-испытатель                    | Test Pilot                        | генерал Росс                                                 |
| 1938 | ф   | Дьявольская вечеринка                | The Devil's Party                 | судья Харрисон                                               |
| 1938 | ф   | Жены под подозрением                 | Wives Under Suspicion             | Дейвид Мэрроу                                                |
| 1938 | ф   | Гнев Парижа                          | The Rage of Paris                 | Мистер Уильям Данкан-старший                                 |
| 1938 | ф   | С собой не унесешь                   | You Can't Take It with You        | Пол Сикамор                                                  |
| 1938 | ф   | Личный секретарь                     | Personal Secretary                | Алан Лемке                                                   |
| 1938 | ф   | Свинг, который возбуждает            | Swing That Cheer                  | тренер Макгэнн                                               |
| 1938 | ф   | Молодой доктор Килдэр                | Young Dr. Kildare                 | доктор Стивен Килдэр                                         |
| 1938 | ф   | Шторм                                | The Storm                         | капитан Кенни                                                |
| 1938 | ф   | Секреты медсестры                    | Secrets of a Nurse                | судья Корриган                                               |
| 1938 | ф   | Дом торговцев газетами               | Newsboys' Home                    | Говард Прайс Даттон                                          |
| 1938 | ф   | Дорога в Рино                        | The Road to Reno                  | адвокат Сильвии                                              |
| 1939 | ф   | В рамках закона                      | Within the Law                    | мистер Гилдер                                                |
| 1939 | ф   | Вызов доктора Килдэра                | Calling Dr. Kildare               | доктор Стивен Килдэр                                         |
| 1939 | ф   | Бывший чемпион                       | Ex-Champ                          | Эдвард П. Нэш, боксёрский комиссар                           |
| 1939 | ф   | Карьера                              | Career                            | Клем Барталомью                                              |
| 1939 | ф   | Щенок                                | The Under-Pup                     | доктор Маккей                                                |
| 1939 | ф   | Тропическая ярость                   | Tropic Fury                       | Дж.П. Уотерфорд                                              |
| 1939 | ф   | Рио                                  | Rio                               | Ламартин                                                     |
| 1939 | ф   | Герой на день                        | Hero for a Day                    | «Датч» Бронсон                                               |
| 1939 | ф   | Прожить один час                     | One Hour to Live                  | комиссар Кровелл                                             |
| 1939 | ф   | Первый бал                           | First Love                        | мистер Паркер                                                |
| 1939 | ф   | Секрет доктора Килдэра               | The Secret of Dr. Kildare         | доктор Стивен Килдэр                                         |
| 1939 | ф   | Дестри снова в седле                 | Destry Rides Again                | судья Слейд                                                  |
| 1939 | ф   | Чарли Маккарти, детектив             | Charlie McCarthy, Detective       | судья Олдрич                                                 |
| 1939 | ф   | Небесные пираты                      | Pirates of the Skies              | комиссар                                                     |
| 1939 | ф   | Гавайские ночи                       | Hawaiian Nights                   | Лейн                                                         |
| 1940 | ф   | Занзибар                             | Zanzibar                          | Дейл                                                         |
| 1940 | ф   | Это – свидание                       | It's a Date                       | Сидни Симпсон                                                |
| 1940 | ф   | Странное дело доктора Килдэра        | Dr. Kildare's Strange Case        | доктор Стивен Килдэр                                         |
| 1940 | ф   | Лыжный патруль                       | Ski Patrol                        | капитан Пер Валлгрен                                         |
| 1940 | ф   | Парни из Сиракуз                     | The Boys from Syracuse            | Энджин                                                       |
| 1940 | ф   | Доктор Килдэр едет домой             | Dr. Kildare Goes Home             | доктор Стивен Килдэр                                         |
| 1940 | ф   | Весенний вальс                       | Spring Parade                     | Фон Зиммел                                                   |
| 1940 | ф   | Семь грешников                       | Seven Sinners                     | губернатор                                                   |
| 1940 | ф   | Меня теперь никто не любит           | I'm Nobody's Sweetheart Now       | Джордж П. Морган                                             |
| 1940 | ф   | След вигилантов                      | Trail of the Vigilantes           | Джордж Престон                                               |
| 1941 | ф   | Рядовые                              | Buck Privates                     | генерал-майор Эмерсон                                        |
| 1941 | ф   | Переулок                             | Back Street                       | Феликс Даррен                                                |
| 1941 | ф   | Монстр, рожденный людьми             | Man Made Monster                  | доктор Джон Лоуренс                                          |
| 1941 | ф   | Леди из Шайенна                      | The Lady from Cheyenne            | губернатор Говард                                            |
| 1941 | ф   | Приключение в Вашингтоне             | Adventure in Washington           | сенатор Генри Оуэн                                           |
| 1941 | ф   | Тесная обувь                         | Tight Shoes                       | Хорас Гроувер, «Мозг»                                        |
| 1941 | ф   | Цветы в пыли                         | Blossoms in the Dust              | мистер Кали                                                  |
| 1941 | ф   | Ковбой с холмов                      | The Shepherd of the Hills         | Энди Билер                                                   |
| 1941 | ф   | Свадьба доктора Килдэра              | Dr. Kildare's Wedding Day         | доктор Стивен Килдэр                                         |
| 1941 | ф   | Незаконченные дела                   | Unfinished Business               | дядя                                                         |
| 1941 | ф   | Город мафии                          | Mob Town                          | судья Лютер Брайсон                                          |
| 1941 | ф   | Дорожный агент                       | Road Agent                        | банкир Сэм Ливитт                                            |
| 1942 | ф   | Дон Уинслоу из Военно-морского флота | Don Winslow of the Navy           | адмирал Колби                                                |
| 1942 | ф   | Тюремный блюз                        | Jail House Blues                  | мистер Томас Дэниелс                                         |
| 1942 | ф   | Фриско Лил                           | Frisco Lil                        | Джеймс Брюстер                                               |
| 1942 | ф   | Скачи, ковбой                        | Ride 'Em Cowboy                   | Сэм Шоу                                                      |
| 1942 | ф   | Убийцы-белоручки                     | Kid Glove Killer                  | мэр Дэниелс                                                  |
| 1942 | ф   | Странное дело доктора Рикса          | The Strange Case of Doctor Rix    | Дадли Криспин                                                |
| 1942 | ф   | Негодяи                              | The Spoilers                      | судья Хорас Стиллман                                         |
| 1942 | ф   | Убийство на Центральном вокзале      | Grand Central Murder              | Роджер Фёрнесс                                               |
| 1942 | ф   | У леди загвоздка                     | Lady in a Jam                     | доктор Брюстер                                               |
| 1942 | ф   | Извините за мой саронг               | Pardon My Sarong                  | вождь Колуа                                                  |
| 1942 | ф   | Питтсбург                            | Pittsburgh                        | Морган Прентисс                                              |
| 1943 | ф   | Это не сено                          | It Ain't Hay                      | полковник Брейнард                                           |
| 1943 | ф   | Он – мой парень                      | He's My Guy                       | Джонсон                                                      |
| 1943 | ф   | Доброе утро, судья                   | Good Morning, Judge               | Дж.П. Гордон                                                 |
| 1943 | кор | За что мы сражаемся                  | What We Are Fighting For          |                                                              |
| 1943 | ф   | Мистер босс                          | Mister Big                        | Джереми Тасвелл                                              |
| 1943 | ф   | Она оставит у себя                   | Hers to Hold                      | доктор Крейн                                                 |
| 1943 | ф   | Нас никогда не побеждали             | We've Never Been Licked           | полковник Джексон Крейг                                      |
| 1943 | ф   | Уволенная жена                       | Fired Wife                        | судья Таун                                                   |
| 1943 | ф   | Кража с музыкой                      | Larceny with Music                | Брюстер                                                      |
| 1943 | ф   | Главный человек                      | Top Man                           | мистер Фейрчайлд                                             |
| 1943 | ф   | Сын Дракулы                          | Son of Dracula                    | судья Симмонс                                                |
| 1943 | ф   | Бейте их                             | Keep 'Em Slugging                 | Кэрратерс                                                    |
| 1943 | ф   | Вслед за ансамблем                   | Follow the Band                   | Пап Тёрнбулл                                                 |
| 1944 | ф   | Спой песню                           | Sing a Jingle                     | Дж.П. Крейн                                                  |
| 1944 | ф   | Отважные леди                        | Ladies Courageous                 | бригадный генерал Уэйд                                       |
| 1944 | ф   | Весь в отца                          | Chip Off the Old Block            | Дин Мэннинг                                                  |
| 1944 | ф   | Великая тайна Аляски                 | The Great Alaskan Mystery         | Герман Брок                                                  |
| 1944 | ф   | Женщина-кобра                        | Cobra Woman                       | отец Пол                                                     |
| 1944 | ф   | Женщина из джунглей                  | Jungle Woman                      | коронер                                                      |
| 1944 | ф   | Юг конфедератов                      | South of Dixie                    | полковник Эндрю Дж. Морган                                   |
| 1944 | ф   | Поющий шериф                         | The Singing Sheriff               | Сет                                                          |
| 1945 | ф   | Сэл из Фриско                        | Frisco Sal                        | Док                                                          |
| 1945 | ф   | Я буду помнить Эйприл                | I'll Remember April               | Гарретт Гарфилд                                              |
| 1945 | ф   | Побег в пустыне                      | Escape in the Desert              | Грэмп                                                        |
| 1945 | ф   | Свингуй, сестрёнка                   | Swing Out, Sister                 | Руфус Мериман                                                |
| 1945 | ф   | Секретный агент X-9                  | Secret Agent X-9                  | Соло                                                         |
| 1945 | ф   | Леди в поезде                        | Lady on a Train                   | мистер Виггем                                                |
| 1945 | ф   | Странное дело дяди Гарри             | The Strange Affair of Uncle Harry | доктор Адамс                                                 |
| 1945 | ф   | Мужчины в её дневнике                | Men in Her Diary                  | судья Берген                                                 |
| 1945 | ф   | Уикэнд в отеле Уолдорф               | Week-End at the Waldorf           | мистер Джессап                                               |
| 1945 | ф   | Улица греха                          | Scarlet Street                    | Чарльз Прингл                                                |
| 1946 | ф   | Беглянка                             | The Runaround                     | Норманн Хэмптон                                              |
| 1946 | ф   | Внутренняя работа                    | Inside Job                        | судья Кикейд                                                 |
| 1946 | ф   | Опасная женщина                      | Danger Woman                      | декан Альберт Сирз                                           |
| 1946 | ф   | Белый галстук и фрак                 | White Tie and Tails               | мистер Брэдфорд                                              |
| 1946 | ф   | Маленькая большая мисс               | Little Miss Big                   | Вилфред Эллиотт                                              |
| 1946 | ф   | Странное завоевание                  | Strange Conquest                  | доктор Грейвс                                                |
| 1946 | ф   | Блондинка-алиби                      | Blonde Alibi                      | профессор Слейтер                                            |
| 1947 | ф   | Эта замечательная жизнь              | It's a Wonderful Life             | Па Бейли                                                     |
| 1947 | ф   | Неудачник и я                        | The Egg and I                     | шериф                                                        |
| 1947 | ф   | С незапамятных времён                | Time Out of Mind                  | доктор Вебер                                                 |
| 1948 | ф   | Опасные воды                         | Perilous Waters                   | Дэна Феррис                                                  |
| 1948 | ф   | Вернуться в октябре                  | The Return of October             | судья Нортридж                                               |
| 1948 | ф   | Мальчик с зелеными волосами          | The Boy with Green Hair           | доктор Кнудсон                                               |
| 1948 | ф   | Звонить Нортсайд 777                 | Call Northside 777                | судья Чарльз Молтон (в титрах не указан)                     |
| 1949 | ф   | Подкуп                               | The Bribe                         | доктор Уоррен                                                |